# Лангар (Баткенская область)
Лангар (кирг. Лангар) — село в Кадамжайском районе Баткенской области Кыргызстана. Входит в состав айылного аймака Орозбеков.

## География
Село расположено в восточной части области, на правом берегу реки Шахимардан, на расстоянии приблизительно 5 километров (по прямой) к югу от города Кадамжай, административного центра района. Абсолютная высота — 1166 метров над уровнем моря.

## Население
Согласно оценочным данным Национального статистического комитета Кыргызской Республики, численность населения села на начало 2023 года составляла 933 человека.
| год     | 2009 | 2014 | 2015 | 2020 | 2021 | 2023 |
| ------- | ---- | ---- | ---- | ---- | ---- | ---- |
| человек | 714  | 786  | 793  | 935  | 936  | 933  |